# Oleksij Ponikarov'skyj
Oleksij Volodymyrovyč Ponikarov'skyj (in ucraino Олексій Володимирович Понікаровський?; Kiev, 9 aprile 1980) è un hockeista su ghiaccio ucraino.
Gioca per lo SKA San Pietroburgo nella Kontinental Hockey League. In passato ha giocato in National Hockey League per i Toronto Maple Leafs, i Pittsburgh Penguins, i Los Angeles Kings, i Carolina Hurricanes, i Winnipeg Jets e i New Jersey Devils.